# کرنلیوس رودولفوس تئودوروس کراینهوف
 کرنلیوس رودولفوس تئودوروس کراینهوف (هلندی: Cornelis Rudolphus Theodorus Krayenhoff؛ زاده ۲ ژوئن ۱۷۵۸ درگذشته ۲۴ نوامبر ۱۸۴۰) یک فیزیک‌دان اهل هلند بود.